# زوریخ ۱۳۰۲۵
سیارک ۱۳۰۲۵ (به انگلیسی: 13025 Zurich، نامگذاری:1989BA) سیزده هزار و بیست و پنجمین سیارک کشف شده‌است که در ۲۸ ژانویه ۱۹۸۹ کشف شد.